# Supíkovice
Supíkovice é uma comuna checa localizada na região de Olomouc, distrito de Jeseník.